# Ogórecznikowate

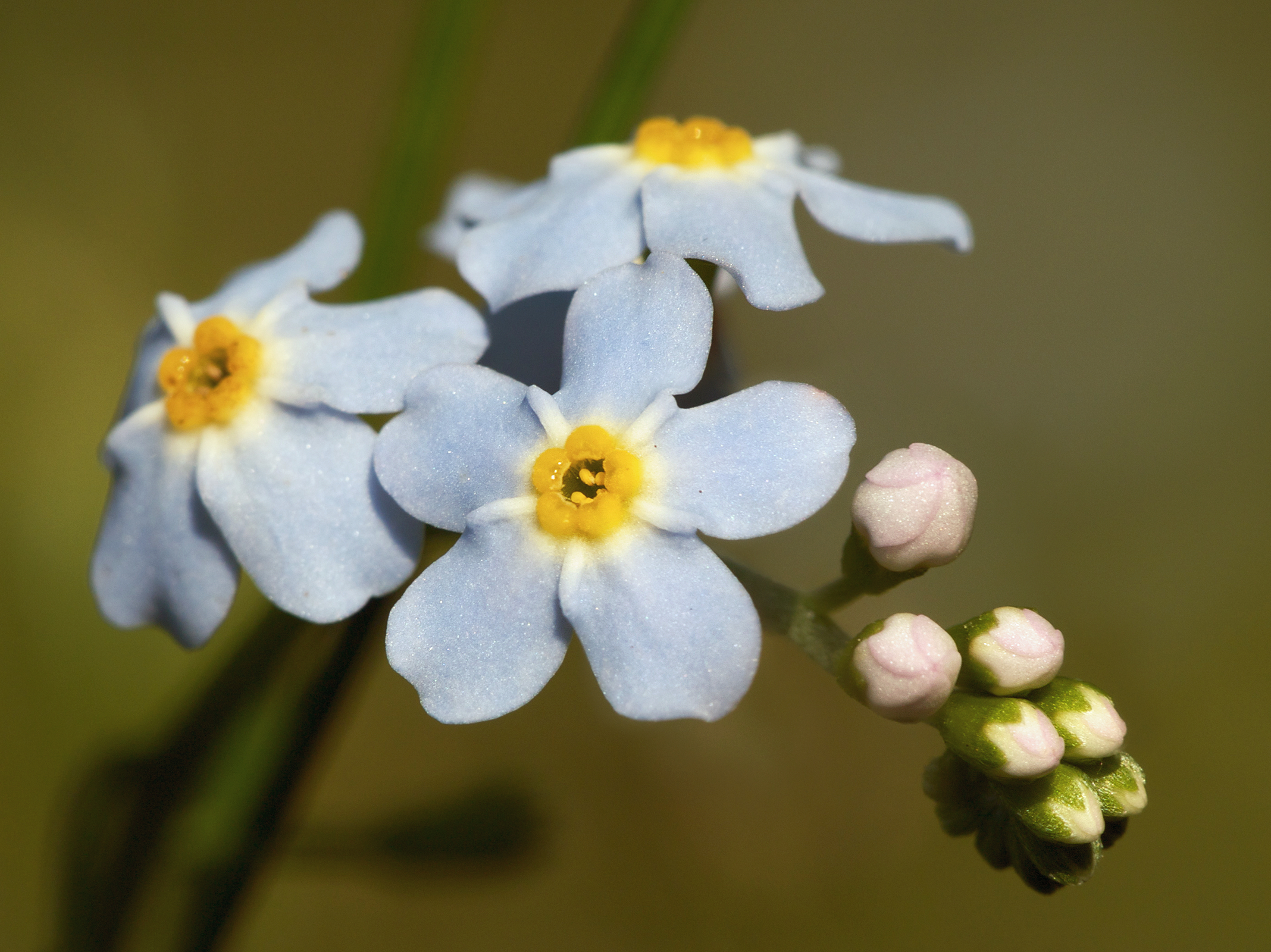
Niezapominajka błotna

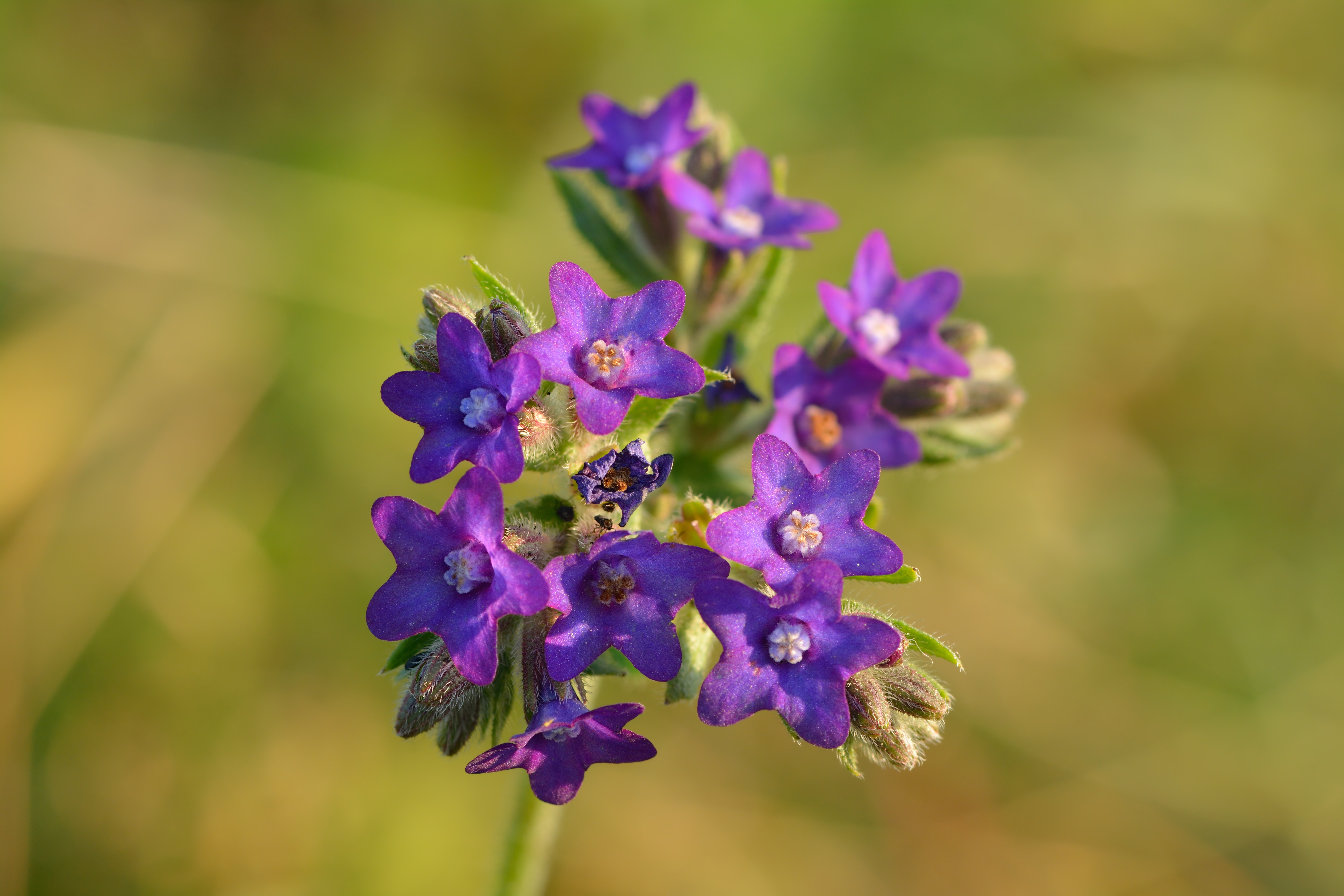
Farbownik lekarski

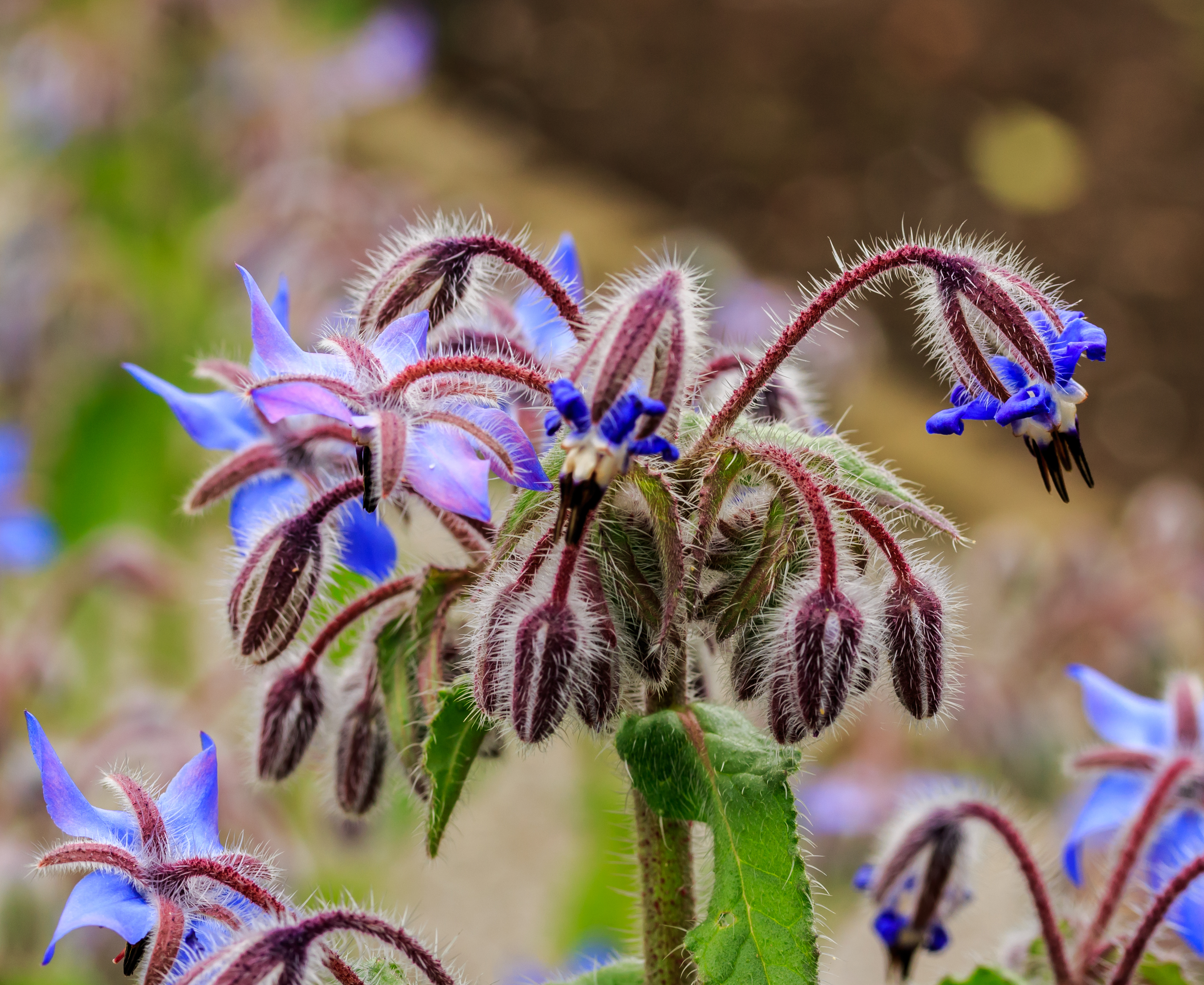
Ogórecznik lekarski

Ogórecznikowate, szorstkolistne (Boraginaceae Juss.) – rodzina roślin zielnych i krzewów z rzędu ogórecznikowców (Boraginales). Należy do niej w zależności od ujęcia od blisko 1800 gatunków z 94 rodzajów do ponad 2500 gatunków z 135 rodzajów. Występują one głównie w strefie klimatu umiarkowanego na półkuli północnej, ale obecne są na wszystkich kontynentach od Arktyki po wyspy Subantarktyki. 

## Morfologia

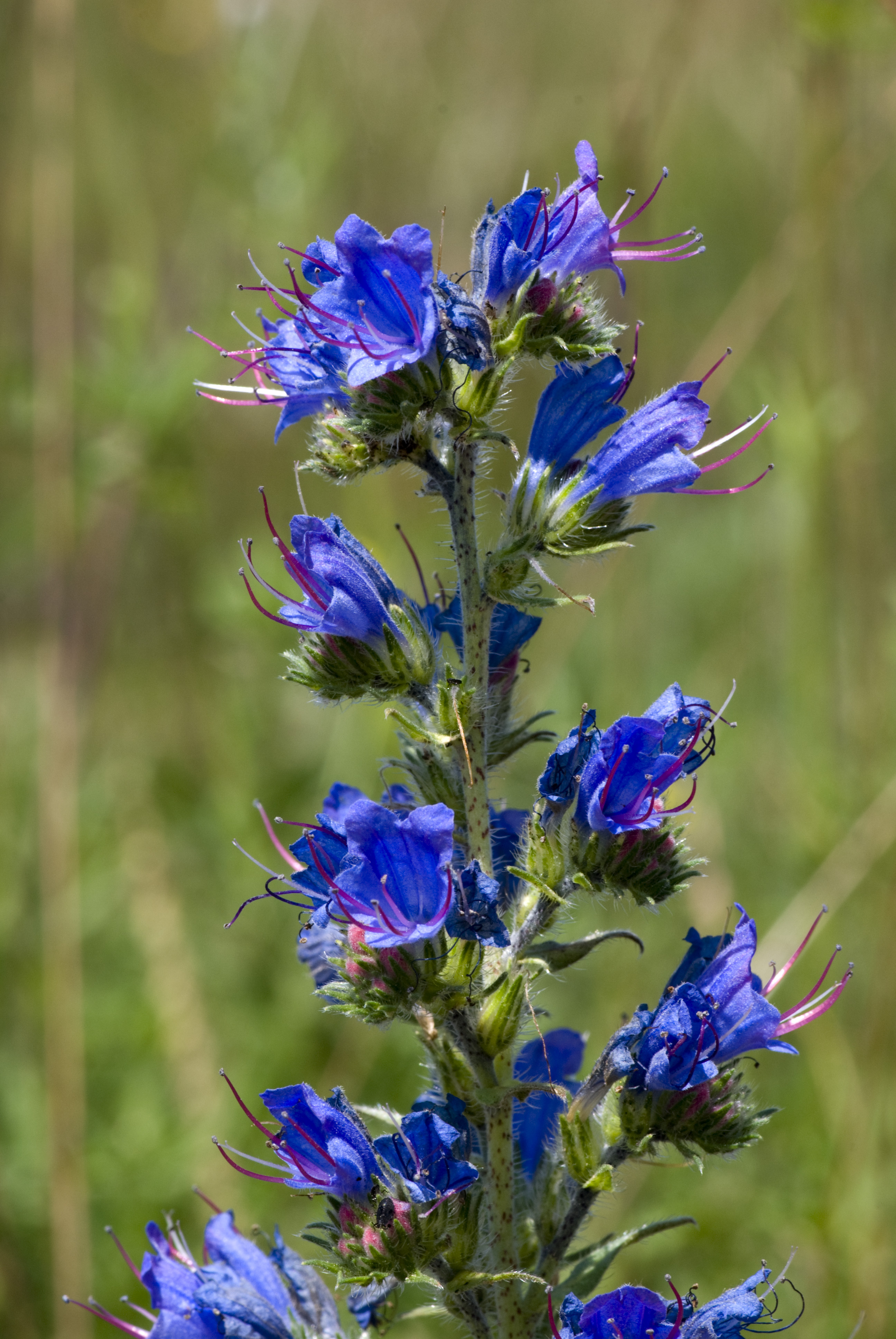
Żmijowiec zwyczajny

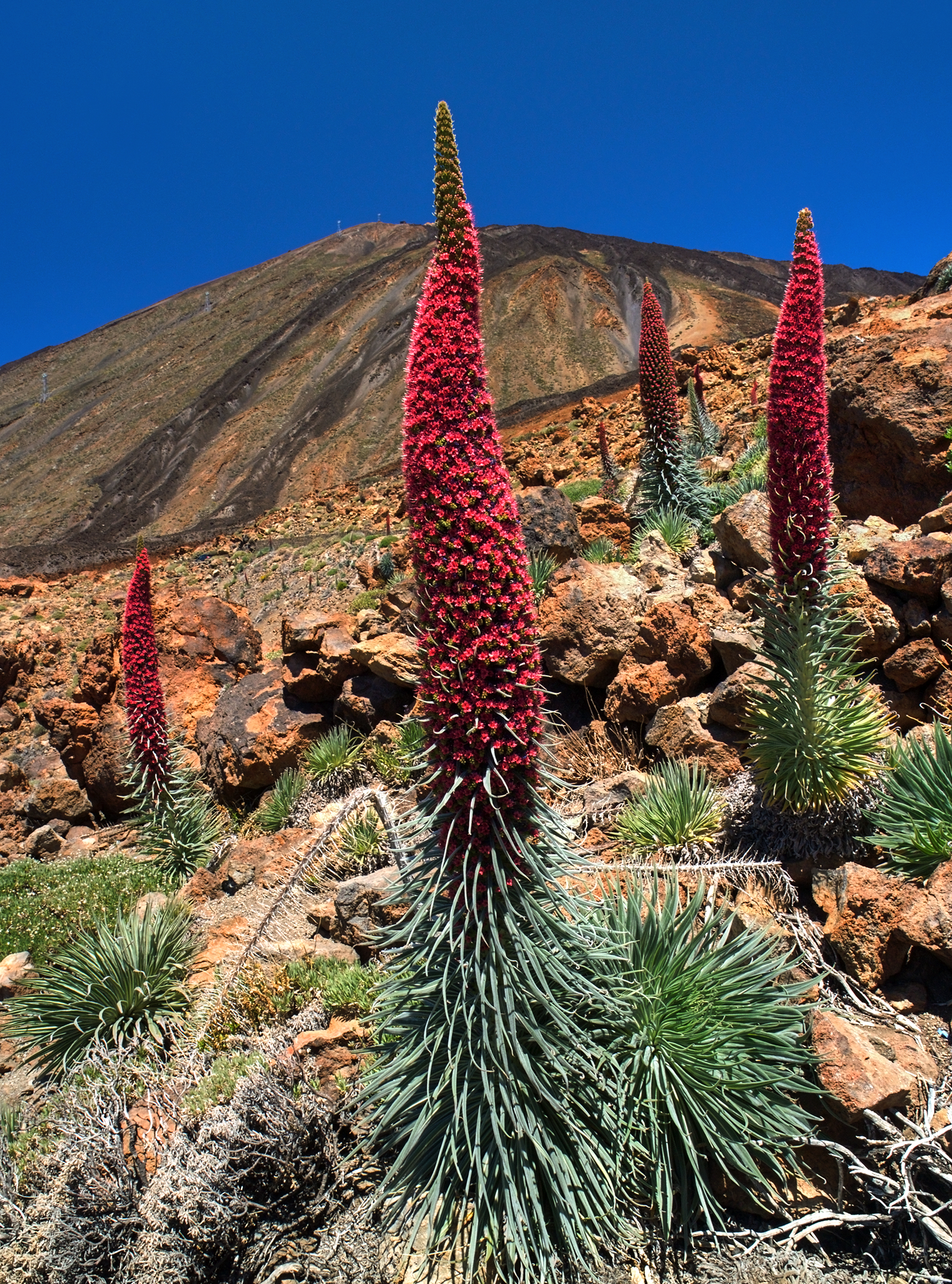
Echium wildpretii

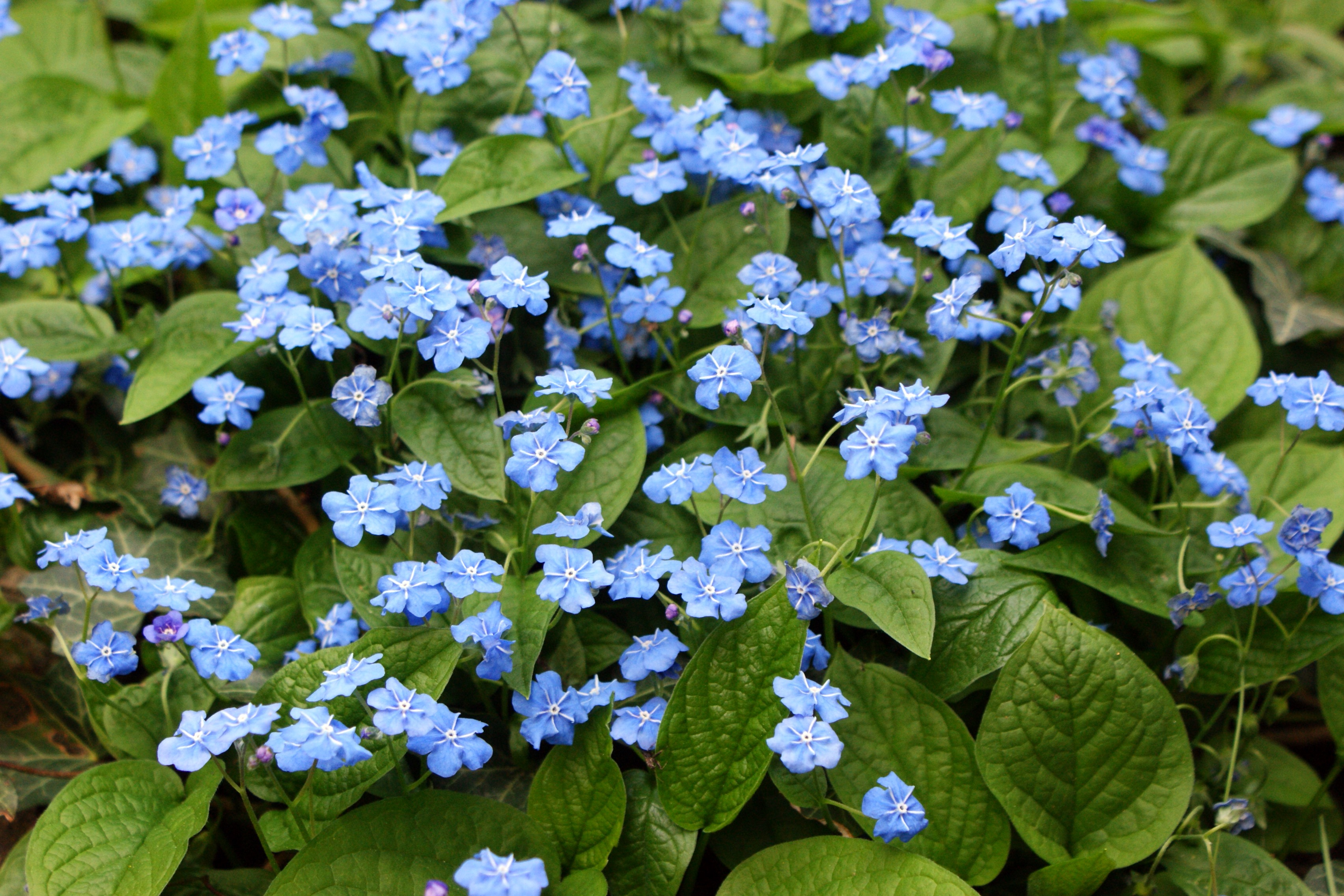
Ułudka wiosenna

PokrójRośliny pokryte są sztywnymi włoskami.
LiścieUlistnienie skrętoległe, liście pojedyncze, zwykle szorstko owłosione.
KwiatyKwiaty przeważnie promieniste, tylko rzadko niewyraźnie grzbieciste, np. u żmijowca. Korona kwiatu najczęściej z osklepkami (łuskami zamykającymi jej gardziel). Występuje tu pięć pręcików. Słupek górny, zalążnia dwukomorowa, podzielona już w czasie kwitnienia przez fałszywą przegrodę na 4 jednonasienne, wypukłe gniazda, pomiędzy którymi pośrodku, we wgłębieniu, osadzona jest szyjka słupka. Korona barwna. Kwiaty zebrane są w spiralne sierpiki lub skrętki.
OwocCzterodzielna rozłupnia, rozpadająca się na 4 pojedyncze owocki.

## Systematyka
Pozycja systematyczna według systemu APG IV z 2016
Jedyna rodzina w rzędzie ogórecznikowców (Boraginales). Obejmuje w randze plemion wszystkie rodziny wyodrębniane w obrębie rzędu w innych ujęciach. We wcześniejszym systemie APG III z 2009 rodzina także ujmowana była szeroko, ale jej pozycja w systemie określana była jako nieznana (incertae sedis). Szerokie ujęcie rodziny było konsekwencją konsultacji poprzedzających publikację klasyfikacji, w czasie których pozostawiono taksonomom decyzję, czy wyróżniać jedną szeroko ujmowaną rodzinę, czy 8 mniejszych. Pierwsze rozwiązanie poparło 68% respondentów, a drugie tylko 15%. Wobec poparcia dla wąskiego ujęcia rodzin w obrębie Boraginales przez ekspertów specjalizujących się w badaniach tej grupy roślin, kwestia jej klasyfikacji stała się powodem sporów co do słuszności uwzględniania szerokich konsultacji w procesie tworzenia klasyfikacji roślin.
Pozycja systematyczna według APweb i podział rodziny
Wąsko ujmowana w odróżnieniu od systemu APG IV – jedna z 9 rodzin w rzędzie ogórecznikowców (Boraginales), siostrzana w stosunku do Wellstediaceae. 
|  | Codonaceae                                                                        |
|  |                                                                                   |
|  | \| \| Wellstediaceae \| \| \| \| \| \| Boraginaceae – ogórecznikowate \| \| \| \| |
|  |                                                                                   |
|  | Wellstediaceae                                                                    |
|  |                                                                                   |
|  | Boraginaceae – ogórecznikowate                                                    |
|  |                                                                                   |

|  | Wellstediaceae                 |
|  |                                |
|  | Boraginaceae – ogórecznikowate |
|  |                                |

|  | Heliotropiaceae                                            |
|  |                                                            |
|  | \| \| Cordiaceae \| \| \| \| \| \| Ehretiaceae \| \| \| \| |
|  |                                                            |
|  | Cordiaceae                                                 |
|  |                                                            |
|  | Ehretiaceae                                                |
|  |                                                            |

|  | Cordiaceae  |
|  |             |
|  | Ehretiaceae |
|  |             |

|  | Heliotropiaceae                                            |
|  |                                                            |
|  | \| \| Cordiaceae \| \| \| \| \| \| Ehretiaceae \| \| \| \| |
|  |                                                            |
|  | Cordiaceae                                                 |
|  |                                                            |
|  | Ehretiaceae                                                |
|  |                                                            |

|  | Cordiaceae  |
|  |             |
|  | Ehretiaceae |
|  |             |

|  | Heliotropiaceae                                            |
|  |                                                            |
|  | \| \| Cordiaceae \| \| \| \| \| \| Ehretiaceae \| \| \| \| |
|  |                                                            |
|  | Cordiaceae                                                 |
|  |                                                            |
|  | Ehretiaceae                                                |
|  |                                                            |

|  | Cordiaceae  |
|  |             |
|  | Ehretiaceae |
|  |             |

|  | Heliotropiaceae                                            |
|  |                                                            |
|  | \| \| Cordiaceae \| \| \| \| \| \| Ehretiaceae \| \| \| \| |
|  |                                                            |
|  | Cordiaceae                                                 |
|  |                                                            |
|  | Ehretiaceae                                                |
|  |                                                            |

|  | Cordiaceae  |
|  |             |
|  | Ehretiaceae |
|  |             |

|  | Codonaceae                                                                        |
|  |                                                                                   |
|  | \| \| Wellstediaceae \| \| \| \| \| \| Boraginaceae – ogórecznikowate \| \| \| \| |
|  |                                                                                   |
|  | Wellstediaceae                                                                    |
|  |                                                                                   |
|  | Boraginaceae – ogórecznikowate                                                    |
|  |                                                                                   |

|  | Wellstediaceae                 |
|  |                                |
|  | Boraginaceae – ogórecznikowate |
|  |                                |

|  | Heliotropiaceae                                            |
|  |                                                            |
|  | \| \| Cordiaceae \| \| \| \| \| \| Ehretiaceae \| \| \| \| |
|  |                                                            |
|  | Cordiaceae                                                 |
|  |                                                            |
|  | Ehretiaceae                                                |
|  |                                                            |

|  | Cordiaceae  |
|  |             |
|  | Ehretiaceae |
|  |             |

|  | Heliotropiaceae                                            |
|  |                                                            |
|  | \| \| Cordiaceae \| \| \| \| \| \| Ehretiaceae \| \| \| \| |
|  |                                                            |
|  | Cordiaceae                                                 |
|  |                                                            |
|  | Ehretiaceae                                                |
|  |                                                            |

|  | Cordiaceae  |
|  |             |
|  | Ehretiaceae |
|  |             |

|  | Heliotropiaceae                                            |
|  |                                                            |
|  | \| \| Cordiaceae \| \| \| \| \| \| Ehretiaceae \| \| \| \| |
|  |                                                            |
|  | Cordiaceae                                                 |
|  |                                                            |
|  | Ehretiaceae                                                |
|  |                                                            |

|  | Cordiaceae  |
|  |             |
|  | Ehretiaceae |
|  |             |

|  | Heliotropiaceae                                            |
|  |                                                            |
|  | \| \| Cordiaceae \| \| \| \| \| \| Ehretiaceae \| \| \| \| |
|  |                                                            |
|  | Cordiaceae                                                 |
|  |                                                            |
|  | Ehretiaceae                                                |
|  |                                                            |

|  | Cordiaceae  |
|  |             |
|  | Ehretiaceae |
|  |             |

+ incertae sedis: Lennoaceae
Podrodzina Echiochiloideae Weigend
- Antiphytum Meisn.
- Echiochilon Desfontaines
- Heterocaryum A. de Candoll
- Ogastemma Brummitt

Podrodzina Boraginoideae Arnott
Plemię Boragineae Reichenbach

- Anchusa L. – farbownik
- Anchusella Bigazzi et al.
- Borago L. – ogórecznik
- Brunnera Steven – brunera
- Cynoglottis (Gusul.) Vural & Kit Tan
- Gastrocotyle Bunge
- Hormuzakia Gusul.
- Melanortocarya Selvi et al.
- Moritzia Meisner
- Nonea Medikus – zapłonka
- Pentaglottis Tausch
- Phyllocara Gusul.
- Pulmonaria L. – miodunka
- Symphytum L. – żywokost
- Thaumatocaryon Baillon
- Trachystemon D. Don

Plemię Lithospermeae Dumortier

- Aegonychon Gray
- Alkanna Tausch – alkanna
- Arnebia Forsskåhl – arnebia
- Buglossoides Moench
- Cerinthe L. – ośmiał
- Cystostemon Balfour f.
- Echiostachys Levyns
- Echium L. – żmijowiec
- Glandora D. C. Thomas, Weigend & Hilge
- Halacsya Dörfl.
- Lithodora Grisebach – litodora
- Lithospermum L. – nawrot
- Lobostemon Lehmann
- Macromeria D. Don
- Maharanga A. de Candolle
- Mairetis I. M. Johnston
- Megacaryon Boissier
- Moltkia Lehmann – moltkia
- Moltkiopsis I. M. Johnston
- Neatostema I. M. Johnston
- Onosma L. – rumianica
- Paramoltkia Greuter
- Podonosma Boissier
- Pontechium Böhle & Hilger
- Stenosolenium Turczanowicz

Podrodzina Cynoglossoideae Weigend

- Adelinia J. I. Cohen
- Afrotysonia Rauschert
- Amsinckia Lehmann – opiołek, amsinkia
- Ancistrocarya Maximowicz
- Andersonglossum J. I. Cohen
- Anoplocaryum Ledebour
- Antiotrema Handel-Mazzetti
- Asperugo L. – lepczyca
- Bothriospermum Bunge
- Brachybotrys Oliver
- Caccinia Savi – kacynia[10]
- Chionocharis I. M. Johnston
- Craniospermum Lehmann
- Cryptantha G. Don
- Cynoglossum L. – ostrzeń
- Dasynotus I. M. Johnston
- Decalepidanthus Riedl
- Eritrichium Gaudin – wełnisz
- Gyrocaryum Valdés
- Hackelia Opiz
- Harpagonella A. Gray
- Iberodes Serrano et al.
- Lappula Moench – lepnik
- Lasiocaryum I. M. Johnston
- Lepechiniella Popov
- Lindelofia Lehm. – lindelofia
- Memoremea Otero et al.
- Mertensia Roth – mertensja
- Microcaryum I. M. Johnston
- Microparacaryum (Popov ex Riedl) Hilger & Pod
- Microula Bentham
- Mimophytum Greenman
- Myosotidium Hooker
- Myosotis L. – niezapominajka
- Nesocaryum I. M. Johnston
- Nihon Otero et al.
- Omphalodes Miller – ułudka
- Oncaglossum Sutorý
- Paracaryopsis (Riedl) R. R. Mill
- Pectocarya Meisner
- Plagiobothrys Fischer & C. A. Meyer
- Rochelia Reichenbach – roszelia
- Selkirkia Hemsley
- Suchtelenia Meisner
- Thyrocarpus Hance
- Trichodesma R. Brown
- Trigonotis Steven